# Motorový vůz SBx

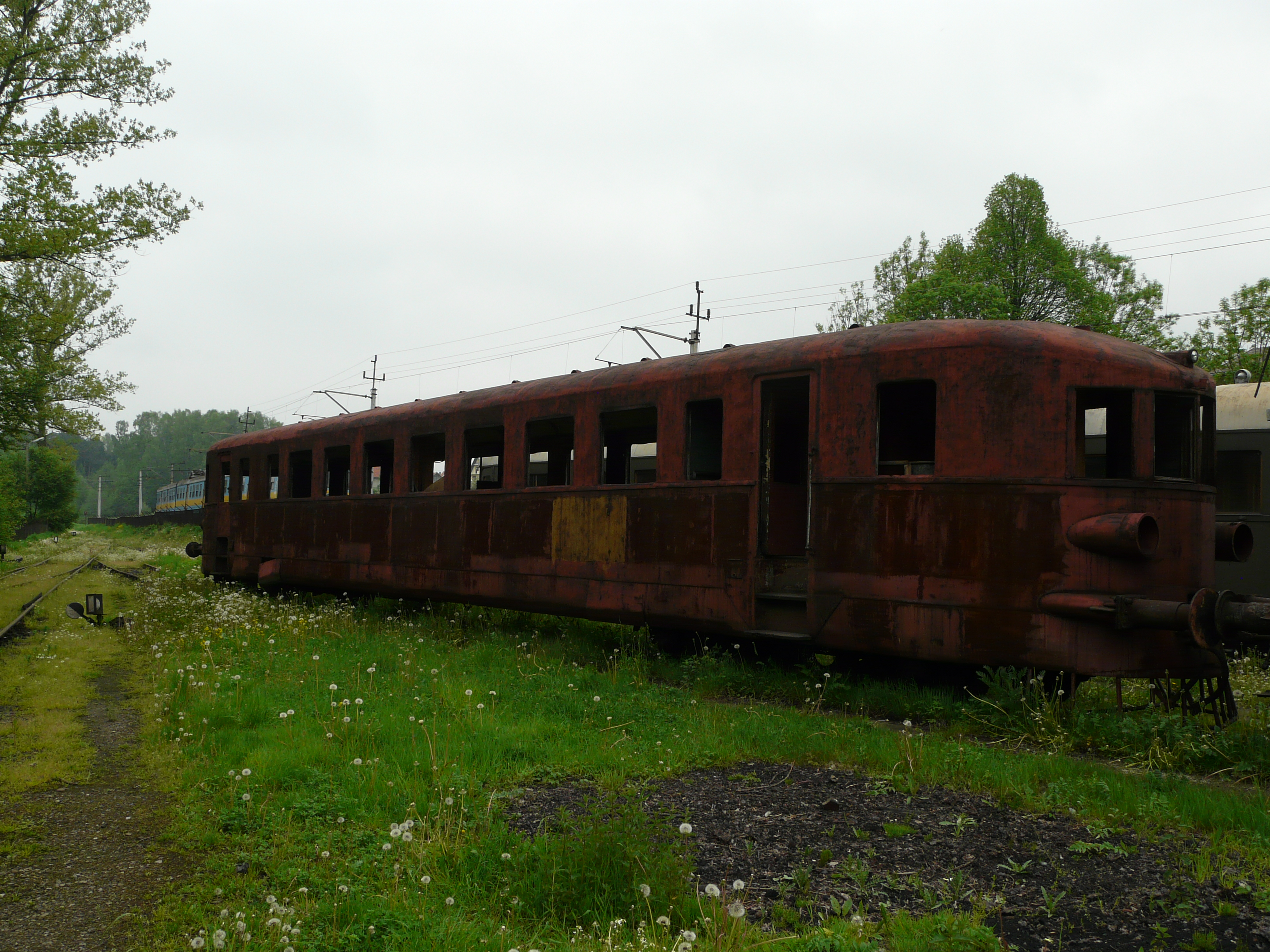
SBx 90104 v Chabówce

SBx (označované také Luxtorpeda) je řada polských motorových vozů vyráběných v roce 1939 v továrně HCP v Poznani. Motorové vozy tohoto typu byly používány především na osobní přepravu mezi Chabówka–Zakopane. Bylo vyrobeno asi 12 kusů.